# 拉法葉·麥克羅斯
拉法葉·麥克羅斯（英語：Lafayette McLaws，1821年1月15日—1897年7月24日）是南北戰爭期間的邦聯將領，為隆史崔特中將的手下。

## 生平

### 戰前
1821年1月15日麥克羅斯生於佐治亞州的城市Augusta。1842年於西點軍校畢業後，他前往墨西哥戰鬥。

### 戰時

#### 內戰之始
1861年，麥克羅斯加入維吉尼亞州的邦聯軍隊。很快，在七天戰役時成為少將，指揮第一兵團 (邦聯)的第一軍師。
後，他參與了馬里蘭會戰的沙士堡之役和弗雷德里克斯堡之役及錢斯勒斯維爾戰役，功不可沒。

#### 蓋茨堡戰役之次日
在1863年的蓋茨堡之役中，麥克羅斯奉命與胡德夾擊耶米特斯堡公路的北軍，麥克羅斯負責襲取西側。

#### 內戰末年
當隆史崔特奉命到田納西州作戰時，跟隨的麥克羅斯後於桑德斯堡失職受罵，一怒之下離開了。他被派往喬治亞州的薩凡納對抗聯邦軍薛曼的「向大海進軍」。1865年4月26日，麥克羅斯投降。

### 戰後
麥克羅斯於薩凡納度過餘生，死於1897年7月24日。他曾參加了不少老兵的活動，而且雖然與隆史崔特的友誼早已破裂，但一直以來麥克羅斯都為他辯護，否認別人對他的攻擊性言論。

## 外部連結
- https://web.archive.org/web/20070816132254/http://www.us-civilwar.com/mclaws.htm
- 在Find a Grave上的拉法葉·麥克羅斯